# Národní park Fiordland
Národní park Fiordland (anglicky Fiordland National Park) je národní park na jihozápadním kraji novozélandského Jižního ostrova. Park byl založen v roce 1952 a s rozlohou 12 500 km² jde o největší novozélandský národní park. Národní park Fiordland je součást přírodní rezervace Te Wahipounamu zapsané na Seznamu světového dědictví UNESCO.

## Geografie
Kvůli dřívější ledovcové aktivitě se zde nachází několik fjordů, Doubtful Sound, Dusky Sound a nejnavštěvovanější Milford Sound. Celým územím parku se táhne pohoří Jižních Alp, několik hor přesahuje výšku 2000 m n. m. Oblast také zahrnuje neobydlené ostrovy Secretary a Resolution. V parku či na jeho hranicích se nachází několik větších jezer jako jsou Lake Te Anau, Lake Manapouri, Lake Hauroko, Lake Poteriteri a Lake Monowai. Mezi nejvyšší vodopády patří Sutherland Falls a Browne Falls.
Převládající západní větry ženou vzduch z Tasmanova moře do hor, kde se vlhkost mění na srážky, které podporují zdejší deštné lesy mírného pásu.

## Fauna a flóra
Původní druhy zahrnují delfíny, tuleně a ptáky jako např. nelétavý kakapo soví, slípka novozélandská nebo kivi. Mezi zavlečené druhy patří myši, krysy, zajíci a jeleni. Lesy tvoří zejména pabuky a jsou přítomné mnohé endemické kapradiny (např. Blechnum discolor nebo Sphaeropteris medullaris).

## Doprava
Silniční doprava je omezena na silnici State Highway 94, její úsek zvaný Milford Road vede na sever z Te Anau do Milford Sound. Na jih z Te Anau vede cesta do Manapouri.

## Turistika
Ve Fiordlandském národním parku se nachází turistické trasy Milford Track, Kepler Track, Hollyford Track a Routeburn Track.